# مارك لامونت هيل
مارك لامونت هيل (وُلد في 17 ديسمبر 1978) هو أكاديمي أمريكي ومؤلف وناشط وشخصية إعلامية. يشغل منصب أستاذ في التعليم الحضري في مركز الدراسات العليا بجامعة مدينة نيويورك.
يُعرف هيل كونه مضيفًا لعدة برامج، بما في ذلك برنامج UpFront على قناة الجزيرة الإنجليزية، وبرنامج VH1 Live! على قناة VH1، بالإضافة إلى مشاركته في برامج لم شمل Basketball Wives. كما يعمل مراسلًا لقناة BET News. وقد شغل سابقًا منصب أول مضيف لبرنامج Our World مع Black Enterprise التلفزيوني، كما كان مضيفًا لـ HuffPost Live، وعلق سياسيًا لشبكتي سي إن إن وفوكس نيوز.
في نوفمبر 2018، طرد هيل من شبكة سي إن إن بعد تلقيه انتقادات بسبب تصريحاته التي أدلى بها أمام الأمم المتحدة بشأن الصراع الإسرائيلي الفلسطيني. ولم تذكر شبكة سي إن إن سببًا رسميًا للطرد.

## روابط خارجية
- مارك لامونت هيل على موقع IMDb (الإنجليزية)